# Elecciones generales de Bolivia de 1993
Las elecciones presidenciales bolivianas de 1993 se realizaron el domingo 6 de junio de 1993. Como ningún candidato obtuvo más de la mitad de los votos, correspondió al Congreso Nacional elegir al presidente entre los candidatos más votados. Gonzalo Sánchez de Lozada fue elegido presidente.

## Sistema electoral[1]
La Ley N° 1246 de 5 de julio de 1991 estableció que cuatro de los vocales de la Corte Electoral serían designados por dos tercios de los miembros del Congreso y el quinto por el presidente de la república. La misma ley instituyó la Corte Nacional Electoral como el máximo organismo electoral.
Mediante la adopción del principio de preclusión (Art. 171), se definió que ninguna etapa del proceso electoral se repetiría. Desde entonces, el conteo en las mesas electorales es definitivo, y es imposible realizar posteriormente el recuento de votos o la anulación de actas.

#### Fórmula electoral en 1993
Algunos elementos del sistema vigente permanecieron sin cambios. Las circunscripciones eran las mismas de los períodos anteriores. El Artículo 132 de la Ley N° 1246 de 5 de julio de 1991 establecía 13 diputados para Chuquisaca, 28 para La Paz, 18 para Cochabamba, 17 para Santa Cruz, 19 para Potosí, 10 para Oruro, 9 para Tarija, 9 para el Beni y 7 para Pando.
La asignación de diputaciones se hizo de la siguiente manera:
1. Los votos obtenidos por cada partido, frente, alianza o coalición, se dividirán entre la serie de divisores impares en forma correlativa, continua y obligada (1, 3, 5, 7, 9, etc.) según sea necesario en cada Departamento.
2. Los cocientes resultantes de estas operaciones, dispuestos en estricto orden descendente (de mayor a menor), servirán para la adjudicación de las diputaciones correspondientes por cada Departamento según lo dispuesto en el Artículo 132 (Art. 133).

#### Forma de voto en 1993
En 1993 se llevaron a cabo las últimas elecciones generales de un solo voto para la elección de presidente, vicepresidente, senadores y diputados. Las circunscripciones uninominales serían trazadas posteriormente.

### Candidatos
Se presentaron 14 frentes, alianzas y partidos. La conformación de los binomios expresó ya, a diferencia de las elecciones anteriores, la escasa distancia ideológica del sistema de partidos: el Acuerdo Patriótico (formado por el Movimiento de Izquierda Revolucionaria (MIR) y la Acción Democrática Nacionalista (ADN)) presentó al ex dictador Hugo Banzer como candidato a la presidencia y al exguerrillero Óscar Zamora como candidato a la vicepresidencia. El partido «neopopulista» Conciencia de Patria(CONDEPA), de base social aimara, presentó como candidato vicepresidencial al empresario cruceño de origen croata Ivo Kuljis. El Movimiento Nacionalista Revolucionario (MNR) presentó al neoliberal, Gonzalo Sánchez de Lozada, con un dirigente e intelectual aimara, Víctor Hugo Cárdenas.

## División electoral
Para esta elección se mantuvo la regla presente desde las elecciones de 1979, en las que cada departamento elegiría tres senadores. Con respecto a la Cámara de Diputados, la distribución de escaños se mantuvo con respecto a las elecciones de 1980, quedando de la siguiente manera:
| Departamento | Senadores | Diputados |
| ------------ | --------- | --------- |
| Chuquisaca   | 3         | 13        |
| La Paz       | 3         | 28        |
| Cochabamba   | 3         | 18        |
| Oruro        | 3         | 10        |
| Potosí       | 3         | 19        |
| Tarija       | 3         | 9         |
| Santa Cruz   | 3         | 17        |
| Beni         | 3         | 9         |
| Pando        | 3         | 7         |
| Total        | 27        | 130       |

## Resultados
El MNR, en su alianza con el MRTKL, obtuvo el primer lugar, con casi un 36% de votos y una presencia muy fuerte en el parlamento (42% de los diputados, 63% de los senadores y 44% del conjunto del parlamento). El MNR obtuvo primeras mayorías en ocho de los nueve departamentos. A pesar de su amplia victoria, la alianza tuvo que conformar una nueva coalición en el Congreso, con el MBL y UCS, juntando a 79 de los 130 diputados y a 18 de los 27 senadores
|                         |                                                                           |                                        |           |        |           |           |
| Candidatos              | Candidatos                                                                | Partido                                | Votos     | %      | Diputados | Senadores |
|                         | Gonzalo Sánchez de Lozada y Sánchez Bustamante Víctor Hugo Cárdenas Conde | Movimiento Nacionalista Revolucionario | 585 890   | 35,56  | 52        | 17        |
|                         | Hugo Banzer Suárez Óscar Zamora Medinaceli                                | Acuerdo Patriótico (ADN / MIR)         | 346 811   | 21,05  | 35        | 8         |
|                         | Carlos Palenque Avilés Ivo Kuljis                                         | Conciencia de Patria                   | 235 427   | 14,29  | 13        | 1         |
|                         | Max Fernández Rojas Edgar Talavera Solíz                                  | Unidad Cívica Solidaridad              | 226 819   | 13,77  | 20        | 7         |
|                         | Antonio Araníbar Quiroga Miguel Urioste Fernández                         | Movimiento Bolivia Libre               | 88 260    | 5,36   | 7         |           |
|                         | Casiano Ancalle Choque Roberto Pacheco Garcia                             | Alianza Renovadora Boliviana           | 30 864    | 1,87   | 1         |           |
|                         | Jerjes Justiniano Talavera Pablo Ramos Sánchez                            | Alternativa del Socialismo Democrático | 30 286    | 1,84   | 1         |           |
|                         | Carlos Serrate Reich Ramiro Víctor Paz Cerruto                            | Vanguardia Revolucionaria 9 de Abril   | 21 100    | 1,28   |           |           |
|                         | José Mario Serrate Paz José Gamarra Zorrilla                              | Falange Socialista Boliviana           | 20 947    | 1,27   |           |           |
|                         | Félix Cárdenas Aguilar Ramiro Barrenechea Zambrana                        | Eje Pachakuti                          | 18 123    | 1,10   | 1         |           |
|                         | Ramiro Velasco Romero Lidia Flores Escobar                                | Izquierda Unida                        | 16 137    | 0,98   |           |           |
|                         | Fernando Untoja Choque Tomás Ticuasi Eritaruqui                           | Movimiento Katarista Nacional          | 12 681    | 0,77   |           |           |
|                         | Óscar Bonifáz Gutiérrez Nelly Enriqueta Ulloa Mealla                      | Organización Social de Independientes  | 8096      | 0,49   |           |           |
|                         | Carlos Valverde Barbery José Roberto Caballero Oropeza                    | Movimiento Federalista Democrático     | 6269      | 0,38   |           |           |
| Votos válidos           | Votos válidos                                                             | Votos válidos                          | 1 647 710 | 68,68  |           |           |
| Votos en blanco         | Votos en blanco                                                           | Votos en blanco                        | 37 071    | 2,14   |           |           |
| Votos nulos             | Votos nulos                                                               | Votos nulos                            | 46 528    | 2,69   |           |           |
| Total de votos emitidos | Total de votos emitidos                                                   | Total de votos emitidos                | 1 731 309 | 72,16  | 130       | 27        |
| Inscritos               | Inscritos                                                                 | Inscritos                              | 2 399 197 | 100,00 |           |           |
| Abstención              | Abstención                                                                | Abstención                             | 667 888   | 27,84  |           |           |
| Fuente: Nohlen.         |                                                                           |                                        |           |        |           |           |

### Votación del Congreso
Gonzalo Sánchez de Lozada fue el único candidato en la elección llevada a cabo en el Congreso, y fue apoyado por su propia coalición entre el Movimiento Nacionalista Revolucionario y el Movimiento Revolucionario Túpac Katari de Liberación, así como la Unidad Cívica Solidaridad y el Movimiento Bolivia Libre. Todos los demás partidos se abstuvieron en la votación realizada el 5 de agosto de 1993.
| Candidato                            | Candidato                            | Partido                              | Votos | %    |
| ------------------------------------ | ------------------------------------ | ------------------------------------ | ----- | ---- |
|                                      | Gonzalo Sánchez de Lozada            | MNR–MRTKL                            | 97    | 100  |
| Votos en blanco y nulos              | Votos en blanco y nulos              | Votos en blanco y nulos              | 0     | –    |
| Total                                | Total                                | Total                                | 97    | 100  |
| Votantes registrados / Participación | Votantes registrados / Participación | Votantes registrados / Participación | 157   | 61.8 |
| Fuente: Morales.                     |                                      |                                      |       |      |